# 馮紞
馮 紞（ふう たん、? - 286年）は、中国三国時代の西晋の政治家。字は少冑。冀州安平郡の人。祖父は魏の司隷校尉馮孚、父は汲郡太守の馮員、兄に馮恢、子に馮播、馮熊、孫に馮蓀。

## 生涯
若くして経史を広く読み渡り、機知にとんだ弁舌に通じた。魏郡太守から中央で歩兵校尉、越騎校尉を歴任し、武帝・司馬炎から厚遇され左衛将軍に遷った。顔色から帝の気持ちを良くくみ取ったため寵愛は日に日に増し、賈充や荀勗と親しく付き合った。一方で、清廉な羊祜を忌み嫌い、厳格な劉毅からは断罪の機会を窺われていた。
泰始6年（270年）、鮮卑の樹機能により秦州刺史・胡烈が戦死し、司馬亮が降格となると、任愷の提案で賈充が西方の抑えとして長安に出向することになった。この異動は賈充にとって不本意であり、馮紞や荀勗も自分たちの勢力が弱まることを恐れ、荀勗と協力して賈南風を武帝に薦め皇太子妃とすることで、（大雪や羊祜の上伸もあり）彼の赴任を阻んだ。また賈南風が廃されそうになると、楊芷（皇后）、楊珧、荀勗らと武帝を説得してそれを阻止した。
孫呉の征伐に関して、荀勗、賈充らと共に反対派であったが、咸寧5年（279年）に侵攻が開始した際には汝南太守として郡兵を率いて、太康元年（280年）に王濬に従って秣陵に入城した。その後は御史中丞、侍中を務めた。
武帝の病が重くなった際、斉王・司馬攸に支持が集まったことを危険視した馮紞と荀勗は、朝廷から司馬攸を遠ざけることを目論む。馮紞は武帝に「司馬攸は公卿の信望が高く、次代に帝位に推されれば断り切れないでしょう。藩国に帰らせることが社稷を安んずる道です」と伝えたところ、武帝は太子・司馬衷の皇位継承を確実にするために同意した。この後の太康3年（282年）、司馬攸の帰藩騒動が起こるが、司馬攸本人が薨去したため武帝は激しく嘆き悲しんだ。しかし、馮紞が「斉王の名声は実態以上であり、この一件は大晋にとっての福です。陛下はどうして悲しんでいるのですか」と告げた為、武帝は泣き止んだ。
馮紞は呉討伐に反対派であったため、討伐を推し進め成功させた張華を逆恨みしていた（兄の馮恢が武帝の前で張華に批判されたこともあった）。張華が幽州で成果を上げると朝廷では中央に戻して尚書令、儀同三司にすべきとの声が上がったが、馮紞は武帝に「鍾会の乱は太祖（司馬昭）の制御不足に原因があります。そして鍾会の再来を防ぐべきです」と暗に張華への重用を警告した。そのため張華は太常（宗廟を管理する九卿）に徴され、のちに太廟の棟が折れたが咎で免官された。
太康5年（284年）正月に異常気象、5月に旱魃が起こると劉毅は「阿る奸臣を誅殺する必要があります」と上疏したが武帝は返答をしなかった。馮紞は尚書を務めていたが、病にかかると引退を求めるようになった。
太康7年（286年）、武帝は「尚書の馮紞は忠亮にて内外の職を歴任し勤勉で、病が悪くないのに度々引退を求めている。」と詔を下し、散騎常侍の地位と、銭二十万、寝具の帳一式を贈ったが、ほどなく死去した。